# Jeremiah (stripreeks)
Jeremiah is een stripreeks die geschreven en getekend wordt door de Belg Hermann. Het is een langlopende reeks waarin nog steeds nieuwe delen verschijnen. De eerste twee delen werden voorgepubliceerd in het tijdschrift Wham, en tot en met deel 12 werden de albums uitgegeven door Novedi. Daarna is de reeks overgenomen door uitgeverij Dupuis. Van alle delen zijn zowel exemplaren met zachte kaften (softcovers), als harde kaften (hardcovers) op de markt verschenen.

## Algemeen kader
De verhalen van Jeremiah spelen zich af in een post-apocalyptische versie van de Verenigde Staten, twee generaties na een atoomoorlog. Noord-Amerika is verdeeld in drie raciale gebieden. De indianen bewonen een woestijnachtig gebied omringd door een ondoorgrondelijke natuurlijke grens, de zwarten wonen in het centrale deel, en de blanken leven verspreid over het hele land. De wereld die door Hermann is bedacht bestaat uit een onontgonnen verwoest landschap, grotendeels bestaande uit woestijnen, door mensen verlaten stedelijk gebieden en geïsoleerde gemeenschappen. De mensen die erin voorkomen gedragen zich eveneens ruw en onbeholpen.

## Verhaal
De hoofdrolspelers zijn Jeremiah en Kurdy, en ook de muilezel van Kurdy, Esra, speelt een steeds terugkerende rol. Jeremiah vervult de rol van de goede, hij is eerlijk, gevoelig, dapper. Voor Kurdy is het gebruik van geweld zijn tweede natuur, hij is de schooier, de schavuit. Een enkele keer is er een bijfiguur die soms terugkeert in de verhalen, bijvoorbeeld de rivaal Stone Bridge, Woody, Tante Martha en Lena Toshida. Met Lena krijgt Jeremiah een relatie. Hij is van plan om met haar te gaan trouwen. Kurdy komt dan bij hem op tweede plan. Lena heeft een hekel aan zijn vriend en hun vriendschap komt onder druk te staan. 
Uitgezonderd het eerste deel doet Hermann weinig uit de doeken over hoe en waarom van deze wereld. Jeremiah en Kurdy ontmoeten elkaar in het eerste deel en sluiten vriendschap nadat het dorp van Jeremiah is verwoest. Jeremiah (dan nog een tiener) gaat met Kurdy op pad. De wereld die zij doorkruisen is gevaarlijk, bevolkt met rivaliserende clans, religieuze fanatici en sjoemelaars. Hun bestaan is hard, het grootste deel van de bevolking is arm en heeft te maken met uitbuiting. Samen proberen zij het hoofd boven water te houden door allerlei werk aan te nemen. Meestal raakt een van beiden in problemen verzeild en draait het uit op vechten en moord. Duidelijk is dat alleen het recht van de sterkste telt. 
De meeste delen staan op zichzelf en kunnen afzonderlijk gelezen worden. Jeremiah en Kurdy zijn op weg en doorkruisen een gebied waar zij een avontuur beleven. Vaak raken zij betrokken bij de gebeurtenissen van een groepje mensen uit een kleine gemeenschap. Tussen de verschillende gemeenschappen lijken weinig verbanden te bestaan.

## Evolutie van de stripreeks
In de loop der jaren verandert de serie, met name op tekentechnisch vlak. Het 18e verhaal Ave Caesar is het laatste verhaal dat Hermann maakte met zijn beproefde techniek van zwart geinkte tekeningen op een losse blauwdruk, alle delen hierna zijn direct ingekleurd op de originelen. Behalve tekentechnisch veranderen ook de verhalen. In de vroegere delen trekken Kurdy en Jeremiah door een wereld waarop ze geen grip hebben. Verder in de serie wordt het verhaal meer dat zij ergens komen, een probleem oplossen en verder trekken. Er is meer ruimte voor humor en het post-apocaliptische verdwijnt naar de achtergrond.

## Albums[3]
| nummer | titel                          | eerste druk | uitgever |
| ------ | ------------------------------ | ----------- | -------- |
| 1      | De nacht van de roofvogels     | 1979        | Novedi   |
| 2      | De woestijnpiraten             | 1979        | Novedi   |
| 3      | De gewetenloze erfgenamen      | 1980        | Novedi   |
| 4      | Ogen van gloeiend ijzer        | 1980        | Novedi   |
| 5      | Het eindeloos experiment       | 1981        | Novedi   |
| 6      | De sekte                       | 1982        | Novedi   |
| 7      | Afromerica                     | 1983        | Novedi   |
| 8      | Het woedende water             | 1983        | Novedi   |
| 9      | De winter van een clown        | 1984        | Novedi   |
| 10     | Boomerang                      | 1984        | Novedi   |
| 11     | Delta                          | 1985        | Novedi   |
| 12     | Julius en Romea                | 1986        | Novedi   |
| 13     | Strike                         | 1987        | Dupuis   |
| 14     | Simon is terug                 | 1989        | Dupuis   |
| 15     | Alex                           | 1990        | Dupuis   |
| 16     | De rode lijn                   | 1992        | Dupuis   |
| 17     | Drie motorfietsen... of vier   | 1994        | Dupuis   |
| 18     | Ave Caesar                     | 1995        | Dupuis   |
| 19     | Het grensgebied                | 1996        | Dupuis   |
| 20     | Huurlingen                     | 1997        | Dupuis   |
| 21     | Neef Lindford                  | 1998        | Dupuis   |
| 22     | Een geweer in het water        | 2001        | Dupuis   |
| 23     | Wie is Blue Fox?               | 2002        | Dupuis   |
| 24     | De laatste diamant             | 2003        | Dupuis   |
| 25     | Mocht de wereld op 'n dag...   | 2004        | Dupuis   |
| 26     | Een haven in de schaduw        | 2005        | Dupuis   |
| 27     | Elsie en de straat...          | 2007        | Dupuis   |
| 28     | Met Esra is alles goed         | 2008        | Dupuis   |
| 29     | Poesje is dood                 | 2010        | Dupuis   |
| 30     | Mister Fiftyfifty              | 2011        | Dupuis   |
| 31     | De krabbenmand                 | 2012        | Dupuis   |
| 32     | De chef                        | 2013        | Dupuis   |
| 33     | De grote loebas en het blondje | 2014        | Dupuis   |
| 34     | Jungle City                    | 2015        | Dupuis   |
| 35     | Kurdy Malloy en mama Olga      | 2017        | Dupuis   |
| 36     | Shit, verdomme!                | 2018        | Dupuis   |
| 37     | Het beest                      | 2019        | Dupuis   |
| 38     | Gesnapt?                       | 2020        | Dupuis   |
| 39     | Rancune                        | 2022        | Dupuis   |
| 40     | De vermiste                    | 2023        | Dupuis   |
| 41     | Het Hemelse Casino             | 2024        | Dupuis   |

## Televisieserie (2002-2004)
In 2002 verscheen er een gelijknamige Amerikaanse televisieserie die losjes gebaseerd was op deze stripreeks. Er verschenen twee seizoenen verspreid over 35 afleveringen.